# Jaap van der Poll
Johan Frederik (Jaap) van der Poll (Amsterdam, 1 mei 1914 - Castricum, 1 februari 2010) was een Nederlandse atleet, die gespecialiseerd was in het speerwerpen. Hij behoorde midden jaren dertig van de twintigste eeuw tot Nederlands speerwerptop. Hij verbeterde driemaal het Nederlands record en werd driemaal Nederlands kampioen in deze discipline. Hij vertegenwoordigde Nederland eenmaal op de Olympische Spelen.

## Biografie

### De Olympische Spelen van 1936
Jaap van der Poll was op de middelbare school een klasgenoot van Dick van Rijn en G.B.J. Hiltermann. In de jaren dertig werd hij lid van atletiekvereniging AV 1923 en doordat hij geen werk had, kon hij veel trainen. Naast het speerwerpen waarvoor hij talent bezat, kwam hij ook uit op het verspringen en de sprint. In 1935 begon hij zich serieus toe te leggen op het speerwerpen. Hij wierp meer dan zestig meter en kon internationaal meekomen met de subtop. In 1935 werd hij bij de Open Engelse kampioenschappen in Wembley bij het speerwerpen derde met een worp van 60,44 m, terwijl hij er een jaar later zelfs kampioen werd met 57,69. Dat jaar bracht hij in het Olympische Stadion van Amsterdam het Nederlandse record op 63,03. Vanwege zijn prestaties werd hij geselecteerd voor de Olympische Spelen.
Op de Olympische Spelen van 1936 in Berlijn kwam Jaap van der Poll in de eliminatieronde niet verder dan een beste poging van 56,25, wat niet voldoende was om een plek in de finale af te dwingen. Hij had in die periode last van een niersteen. "Ik had aanvallen, pijn aan mijn buik. Het irriteerde, want ik had vaak het gevoel dat ik moest plassen. Ik moest altijd weten waar het dichtstbijzijnde toilet was en dat leidde af. Het zijn details, hoor, maar daardoor kon ik me niet goed concentreren, was ik niet in topvorm."

### Uitgezonden naar Nederlands-Indië
Van der Poll, die aan de HTS werktuigbouw had gestudeerd en aansluitend een cursus suikertechniek had gevolgd, werkte na afloop van zijn studie korte tijd bij Philips. Begin 1938 trad hij vervolgens in dienst van de Nederlandsche Handel-Maatschappij, waarna hij werd uitgezonden naar Nederlands Oost-Indië. Op 9 maart 1938, de dag waarop hij in het huwelijk trad met Ans van Essen, vertrok Van der Poll met zijn bruid naar Nederlands-Indië, waar hij op Java in een suikerfabriek ging werken, belast met de bewaking van het productieproces. Na aankomst zocht hij direct contact met de Indische Atletiekbond en werd lid van de Trekvogels in Soerabaja. "Ik deed natuurlijk mee aan de Javaanse Atletiek Kampioenschappen; dat gaf toch weer een beetje Hollands gevoel. Ik ben nog kampioen van Java geworden."

### Krijgsgevangene
"Op 7 december 1941 was de Japanse aanval op Pearl Harbor en begon Japan de westerse mogendheden uit Azië te verdrijven. Ik was gezond, sterk en lenig en werd natuurlijk als soldaat opgeroepen. Ik werd als sergeant bij het KNIL ingedeeld bij een mitrailleurgroep. We hebben geprobeerd de Japanse opmars te vertragen. Maar we waren kansloos." Van der Poll werd krijgsgevangen gemaakt en kwam in eerste instantie in een kamp terecht op Java, in Tjimahi. Later werd hij met een groep van ongeveer vijfhonderd man via de haven van Singapore naar Fukuoka in Japan verscheept, waar hij vervolgens tweeënhalf jaar als krijgsgevangene in de mijnen heeft gewerkt.

### Terug naar Nederland
Na de capitulatie werd Jaap van der Poll, met alle overige krijgsgevangenen, door de Amerikanen bevrijd en met een vliegdekschip naar Manilla getransporteerd, waar zij in een kamp werden opgenomen om bij te komen van alle doorstane ontberingen. Zijn vrouw, die in Batavia als tandartsassistente had gewerkt, repatrieerde intussen samen met haar werkgever in 1946 met de Oranje naar Nederland. Van der Poll volgde haar begin 1947 per vliegtuig, waarna de twee echtelieden, na ruim vier jaar van elkaar gescheiden te zijn geweest, werden herenigd. In eerste instantie woonde het echtpaar korte tijd in Amsterdam. Van der Poll, die nog steeds in dienst was van de KNIL, werd echter door toedoen van Generaal Spoor betrokken bij de werving van sportleraren voor de KNIL en kreeg hiervoor een werkplek op het Ministerie van Overzeese Gebiedsdelen in Den Haag. Om die reden verhuisde het tweetal al snel naar Den Haag. Hier zag hun eerste zoon Bas het levenslicht.

### Atletiek weer opgepakt
Intussen had Van der Poll ook de atletieksport weer opgepakt. Dat leverde hem in 1947 en 1948 zowaar nog twee Nederlandse militaire speerwerptitels op ook. In 1948 meldde hij zich aan bij het Haagse V&L en wist als speerwerper al spoedig zijn oude niveau weer te bereiken. Zelfs wierp hij nog een keer voorbij de 60 meter. Een nationale titel zou hij echter nooit meer veroveren, daarvoor was de concurrentie in de persoon van Nico Luttikveld (Van der Poll: "Die gooide over de 67 meter") te groot. Hij was echter goed genoeg om nog diverse malen opgenomen te worden in de Nederlandse ploeg voor de in die tijd populaire interlandwedstrijden. Ook nam hij in 1947 deel aan de Militaire Olympische Spelen, die door de geallieerde bevelhebbers in Berlijn werden georganiseerd. Volgens Van der Poll een 'aardige geste' van de Amerikanen. Voor hem was het echter een bijzondere belevenis om, elf jaar na dato, zijn speer weer in hetzelfde gras te kunnen prikken als tijdens de Spelen van 1936, ook al was de entourage ditmaal compleet verschillend.

### Maatschappelijke loopbaan
In 1948 onderging Van der Poll, die niet goed wist welke vervolgrichting hij zijn maatschappelijke carrière moest geven, een psychotechnische test. Dit had tot resultaat dat hij in dienst trad van Ydo, een adviesbureau voor bedrijfsorganisaties. Hier specialiseerde Van der Poll zich in het opzetten en verder ontwikkelen van tariefstelsels. Hij vond het werk interessant, maar was veel van huis, omdat zijn werkterrein zich uitstrekte over grote delen van Nederland. Zo werkte hij voor Ydo onder meer bij de Staatsmijnen in Limburg en Ringers, chocoladefabriek in Alkmaar. Vaak was hij alleen in de weekends thuis. Aangezien Ydo er gevestigd was, verhuisde het gezin weer terug naar Amsterdam, waar in 1950 zoon Thijs (vernoemd naar tienkamper Bob Mathias!) werd geboren. De atletieksport beoefende hij in die periode bij het Amsterdamse AAC, waarvan hij van 1951 tot 1958 lid was.
Hoewel hij zijn werk interessant bleef vinden, brak het voortdurend van huis zijn hem ten slotte op. Na vijf jaar besloot Van der Poll daarom van werkgever te veranderen en in september 1953 trad hij als Hoofdassistent Bedrijfsorganisatie in dienst van Hoogovens, waar hij zijn bij Ydo opgedane ervaring met tariefstelsels goed kon benutten. In verband hiermee verhuisde hij in 1954 naar IJmuiden, waar hij in 1958 lid werd van de Velser atletiekvereniging Suomi. Hij trad zelfs toe tot het bestuur van deze vereniging en bekleedde enkele jaren de rol van voorzitter. Daarnaast fungeerde hij verschillende jaren als trainer. Intussen was in 1955 dochter Anneke geboren. Het huwelijk hield echter geen stand en werd in februari 1958 formeel ontbonden, al bleef er tot 1963 een los-vast relatie tussen Jaap van der Poll en diens ex-echtgenote bestaan.

### Van bedrijfsadviseur via OR-lid tot huisman
Intussen had Van der Poll Elsbeth Wesselius leren kennen, met wie hij vervolgens op 2 april 1964 in het huwelijk trad. Nog in datzelfde jaar werd zoon Frank-Jaap geboren. Het gezin woonde in die periode in een flat in Beverwijk, maar verhuisde na de geboorte van tweede zoon Evert-Jan in 1969 naar het Noord-Hollandse Castricum, waar het een eengezinswoning betrok. Daar zag ten slotte dochter Corien het levenslicht.
Bij zijn werkgever Hoogovens trad Jaap van der Poll eind jaren zestig toe tot de ondernemingsraad, in die tijd een fulltime job. Toen na de bekende staking in 1972 de OR een koers ging varen waarmee Van der Poll zich als FNV-vertegenwoordiger niet kon verenigen, trad hij vervroegd uit dienst. Hij nam daarna de taak van huisman op zich, zodat zijn vrouw haar handen vrij zou hebben om haar beroep als wijkverpleegster te kunnen blijven uitoefenen. Ook dit huwelijk kende echter een voortijdig einde. In 2000 volgde een scheiding. Sindsdien leefde Jaap van der Poll op zichzelf in zijn huis in Castricum, waar hij zich onder meer bekwaamde in het kunstschilderen en tekenen. Zijn ex-vrouw, die na de scheiding naar het aangrenzende Bakkum was verhuisd, bezocht hij nog zeer regelmatig.

## Kampioenschappen

### Internationale kampioenschappen
| Onderdeel    | Titel              | Jaar |
| ------------ | ------------------ | ---- |
| speerwerpen  | Brits AAA-kampioen | 1936 |
| discuswerpen | Javaans kampioen   | 1938 |
| speerwerpen  | Javaans kampioen   | 1938 |

### Nederlandse kampioenschappen
| Onderdeel   | Jaar             |
| ----------- | ---------------- |
| speerwerpen | 1935, 1936, 1937 |

## Persoonlijk record
| Onderdeel   | Prestatie       | Datum        | Plaats    |
| ----------- | --------------- | ------------ | --------- |
| speerwerpen | 64,49 m (ex-NR) | 26 juni 1937 | Boedapest |

## Nederlandse records
- Speerwerpen - 63,03 (1935)
- Speerwerpen - 64,35 (1935)
- Speerwerpen - 64,49 (1937)